# Luperosaurus cumingii
Espèce
Synonymes
- Lyperosaurus cumingii  Gray, 1845

Statut de conservation UICN

 DD  : Données insuffisantes
Luperosaurus cumingii est une espèce de geckos de la famille des Gekkonidae.

## Répartition
Cette espèce est endémique de Luçon aux Philippines.

## Étymologie
Cette espèce est nommée en l'honneur de Hugh Cuming.

## Publication originale
- Gray, 1845 : Catalogue of the specimens of lizards in the collection of the British Museum, p. 1-289 (texte intégral).